# دولت‌آباد، بلخ
دولت‌آباد (به لاتین: Dowlatabad) یک منطقهٔ مسکونی در افغانستان است که در ولایت بلخ واقع شده‌است.